# Monanthotaxis schweinfurthii
Monanthotaxis schweinfurthii är en kirimojaväxtart som först beskrevs av Adolf Engler och Friedrich Ludwig Diels, och fick sitt nu gällande namn av Bernard Verdcourt. Monanthotaxis schweinfurthii ingår i släktet Monanthotaxis och familjen kirimojaväxter.

## Underarter
Arten delas in i följande underarter:
- M. s. schweinfurthii
- M. s. seretii
- M. s. tisserantii